# فردریک موریس
فردریک موریس (انگلیسی: Frederick Maurice؛ ۲۴ مه ۱۸۴۱ – ۱۹۱۲) فرد نظامی اهل پادشاهی متحد بریتانیای کبیر و ایرلند بود.